# Robert Linssen
Robert Linssen, né le 11 avril 1911 et mort le 15 mai 2004, est un auteur bouddhiste zen belge.
Son voyage en Inde dans sa jeunesse et sa rencontre avec des maîtres spirituels a été une révélation et a largement contribué à sa détermination à faire connaître le bouddhisme et le zen en particulier.
Robert Linsen contribua à lancer et à faire connaître de nombreux chercheurs et maîtres spirituels et de nombreux courants d’idées.
Dans les années 1950, il fonda l’association Les Amis du bouddhisme zen, probablement le premier groupe bouddhiste en Belgique. 
Dans les années 1950, il a commencé une série de conférences à travers le monde, jusque dans les années 1995. 
Un groupe de personnes solidaires de sa pensée le suivaient dans son cheminement (avec un lien assez étroit avec Krishnamurti) aussi des rencontres régulières dans les années 1960 s'effectuaient dans le hameau de Beauquinies dans l'Hérault (chez Evelyne et Jean Combescot) pour des séminaires de recherche et une pensée novatrice concernant l'écologie, la spiritualité et le végétarisme notamment.  

## Publications
- L'Homme devant l'infini (2e éd.), E. Vanderstichelen, Bruxelles, 1942
- Le Destin du XXe siècle, Editions Être libre, Bruxelles, 1949
- Avenir du monde, Editions Être libre, Bruxelles, 1951
- Essai sur le bouddhisme en général et sur le zen en particulier (2e éd.), Cercle du livre, Paris, 1954
- Spiritualité de la matière, Éditions Planète, Paris, 1966
- Le Zen. Sagesse d'Extrême-Orient : un nouvel art de vivre ?, coll. « Marabout Université », Verviers, 1969
- Amour, Sexe et Spiritualité, Le Courrier du livre, Paris, 1971
- Krishnamurti, psychologue de l'ère nouvelle, Le Courrier du livre, Paris, 1971
- La Méditation véritable : étude des pulsions pré-mentales, Le Courrier du Livre, Paris, 1973
- Au-delà du hasard et de l'anti-hasard : les grands mystères universels à la lumière de la science contemporaine, Éditions Arcturus, Toulouse, 1979
- La Mutation spirituelle du IIIe millénaire : C.G. Jung, J. Krishnamurti, David Bohm, Fritjof Capra, Gnose de Princeton, Le Courrier du livre, Paris, 1981
- Au-delà du mirage de l'ego, ALTESS, Paris, 1984
- L'Homme transfini, Le Courrier du Livre, Paris, 1984
- "La Danse cosmique, Le Courrier du Livre,1985
- "Krishnamurti, précurseur du IIIme Millénaire", Editions "Etre Libre", Bruxelles, 1986 - Le Courrier du Livre, Paris, 1986
- Le Sens du zen, Éditions Le Mail, Aix-enProvence, 1992
- Au-delà du mirage de l'ego, ALTESS, Paris, 1994
- L'Univers : corps d'un seul vivant, ALTESS, Paris, 1994
- La Spiritualité quantique : sommets de la nouvelle physique et de l'expérience mystique, Éditions de Mortagne, Boucherville, 1995
- Vigilance et simplicité de l'éveil, Éditions de Mortagne, Boucherville, 2000
- Science et spiritualité
- Quelques centaines d'articles de Robert Linssen se trouvent sur le blog de la revue 3e Millénaire
- Livres à télécharger de Robert Linssen à l'adresse: